# مشتری به مشتری
مشتری به مشتری یا C2C (به انگلیسی: Customer to Customer) راهی نوآورانه در کسب‌وکار است که امکان تعامل میان مشتریان در یک پلتفرم را فراهم می‌کند. در سیستم بازار سنتی روابط تجاری میان فروشنده و مشتری برقرار می‌شود، که مشتری در آن برای خرید محصول یا خدمات به فروشنده مراجعه می‌کند. در بازارهای مشتری به مشتری، بازار، محیطی را فراهم می‌کند که مشتریان می‌توانند کالا یا خدمات را به یکدیگر بفروشند. انواع دیگر بازارها شامل تجارت به تجارت (B2B) و تجارت به مشتری (B2C) است.

## پیشینه
تا پیش از ظهور اینترنت، کسب‌وکارها از شیوه‌های دولت به تجارت (G2B)، تجارت به تجارت (B2B)، و تجارت به مشتری (B2C) استفاده می‌کردند؛ اما با گسترش اینترنت، شیوهٔ مشتری به مشتری محبوبیت بیش‌تری پیدا کرده‌است.
شرکت‌هایی مانند ای‌بی و کریگزلیست و سایر سایت‌های طبقه‌بندی‌کننده و مبتنی بر مزایده، امکان تعامل بیش‌تر میان مشتری‌ها را فراهم کرده و مدل مشتری به مشتری را تسهیل کردند. همچنین، به‌دلیل وجود شبکه و زنجیرهٔ ارتباطی میان افراد در اینترنت، از طریق وب‌سایت‌های اجتماعی و محتواسازان مجزا، این مدل بازاریابی توسط مشاغل و افراد بسیار مورد استفاده قرار گرفته‌است.
دو نوع پیاده‌سازی از مفهوم مشتری به مشتری وجود دارد؛ یکی مزایده و دیگری آگهی‌نامه.
روزنامه‌ها و سایر نشریات مشابه، که مرتباً منتشر می‌شدند، محلی مناسب برای درج آگهی خدمات یا فروش بودند؛ برخی افراد چیزهایی می‌خواستند، دیگران چیزهایی داشتند و می‌خواستند آن‌ها را بفروشند. «نیازمندی‌ها» در حال حاضر نیز یک بازار قوی است که به مشتریان امکان می‌دهد نیازهای خود را با یکدیگر برقرار کنند. در سال ۲۰۰۳، بازار نیازمندی‌های ایالات‌متحدهٔ آمریکا بالغ بر ۳۰ میلیارد دلار ارزش داشت.
خانهٔ مزایدهٔ استکهلم قدیمی‌ترین خانهٔ مزایده است که در سال ۱۶۷۴ در سوئد تأسیس شد. با این حال مزایده‌ها تا ۵۰۰ سال قبل از میلاد نیز قابل ردیابی هستند. از آن زمان مزایده‌ها به‌طور گسترده‌ای از روش تصفیهٔ دارایی استفاده می‌کردند و به انواع مختلف تبدیل می‌شدند. موفق‌ترین نوع مزایده در حال حاضر مبتنی بر اینترنت، سایت ای‌بی است.

## مدل تجاری
اکثر وب‌سایت‌های مشتری به مشتری، همچون ای‌بی، هم تبادل سنتی و هم جهانی شخص به شخص را انجام می‌دهند، که معمولاً با استفاده از پلتفرم خود، فروشندگان را قادر می‌سازند که ظرف چند دقیقه کالا یا خدمت خود را ثبت کنند و خریدارن می‌توانند به فهرست کالاها یا خدمات یک فروشنده دسترسی داشته باشند. وب‌سایت می‌تواند به مقدار ۱٫۲۵ تا ۵ درصد را پس از فروش، از قیمت نهایی به‌عنوان کارمزد خودش کسر کند.
وب‌سایت پس از درج کالا یا خدمت فروشنده، معامله را انجام می‌دهد و هزینه را از فروشنده دریافت می‌کند و بازخورد را در سایت ثبت می‌کند. پس از انجام معامله نیز، با برقراری ارتباط میان فروشنده و خریدار (مشتری به مشتری) آن‌ها می‌توانند معامله را مستقل از سایت نیز دنبال کنند.
سایت‌های مشتری به مشتری با گرفتن هزینه از فروشندگان درآمد کسب می‌کنند. اگرچه خرید و ارائهٔ پیشنهادها رایگان است، فروشندگان هزینه‌هایی را تعیین می‌کنند تا اقلام فروش را فهرست کنند، ویژگی‌های تبلیغاتی را اضافه کنند و معاملات را با موفقیت انجام دهند.
بسیاری از سایت‌های مشتری به مشتری با معرفی محصولات و خدمات ثبت‌شده در درون سایت، دسته‌بندی کالاها و خدمات موجود را گسترش می‌دهند و برخی از آن‌ها، مانند ای‌بی، با فراهم‌آوردن خدماتی خاص همچون خدمات پرداخت، حمل‌ونقل، احراز هویت، ارزیابی، و خدمات سپرده تجارت مشتری به مشتری را تسهیل می‌کنند.
بازارهای ویژه‌ای نیز برای تأمین نیازهای تخصصی خریداران و فروشندگان اضافه شده‌است. به عنوان مثال، ای‌بی Motors در خدمت بازار خودرو، از جمله وسایل نقلیه، قطعات و لوازم جانبی است؛ و Half.com (که اکنون بسته شده‌است) بر ایجاد یک محیط تجارت با قیمت ثابت متمرکز بودند، در ابتدا برای کتاب‌های موسیقی، فیلم‌ها و بازی‌های ویدیویی.
بسیاری از سایت‌های مزایده آنلاین در خارج از ایران از سیستم پی‌پل برای فروشندگان استفاده می‌کنند تا پرداخت آنلاین را به‌صورت ایمن و سریع دریافت کنند. برای استفاده از این سایت کارت اعتباری سنتی لازم نیست زیرا پی پال می‌تواند مستقیماً به حساب بانکی شخص متصل شود.
سیستم عامل‌های مختلفی وجود دارد که تجارت الکترونیکی میان مشتری به مشتری در آن انجام می‌شود، مانند رسانه‌های اجتماعی (به‌عنوان مثال فیس‌بوک)، وب سایت‌های تبلیغاتی (به عنوان مثال کریگزلیست) و سایت‌های مزایده آنلاین (به عنوان مثال ای‌بی).

## ارتباطات

### تبلیغات
تبلیغات برای موفقیت هر شغلی ضروری است. در مورد بازاریابی مشتری به مشتری، تبلیغات اغلب مربوط به مزایده‌ها و لیست‌های آنلاین است. برخلاف هزینه‌های گران تبلیغات در رسانه‌ها مانند روزنامه‌ها و مجلات، کاربران اینترنت در شبکه‌های اجتماعی عموماً در حال تبلیغ محصول یا خدمتی هستند که پیش‌تر از آن استفاده کرده‌اند. به جز هزینه‌ها و کارمزدهای احتمالی اعمال‌شده توسط پلتفرم، تبلیغات در این بازار به هزینهٔ زیادی نیاز ندارد.

### مزایا
بازاریابی مشتری به مشتری در سال‌های اخیر بسیار محبوب شده‌است. مشتریان می‌توانند مستقیماً با فروشندگان تماس بگیرند و واسطه را از بین ببرند. علاوه بر این، هرکسی می‌تواند از درون خانه‌اش و بدون نیاز به محلی برای کسب‌وکارش، محصول یا خدمتش را تبلیغ کند؛ بنابراین، محصولات متنوعی را اغلب می‌توان در سایت‌هایی مانند ای‌بی یافت، از جمله کالاهای دست دوم. از آن‌جا که بیش‌تر این فروش‌ها از طریق اینترنت انجام می‌شود، فروشندگان می‌توانند به مشتریان داخلی و بین‌المللی برسند و بازار خود را بسیار افزایش دهند. بازخورد کالای خریداری‌شده معمولاً برای کمک به فروشنده و مشتریان احتمالی درخواست می‌شود. روند واقعی خرید و جستجو ساده شده و هزینه‌های جستجو، هزینه‌های توزیع و موجودی همه کاهش می‌یابد. علاوه بر این، معاملات با استفاده از سیستم‌های پرداخت آنلاین مانند پی‌پل با سرعت بالا انجام می‌شوند.

### معایب
اگرچه بازاریابی فروشنده به فروشنده به فروشندگان اجازه می‌دهد محصولات خود را در سایت به نمایش بگذارند، اما غالباً برای چنین کاری هزینه دریافت می‌شود. با افزایش استفاده از مزایده‌های اینترنتی، تعداد کلاهبرداری‌های مزایده مربوط به اینترنت نیز افزایش یافته‌است. به عنوان مثال، یک فروشنده ممکن است دو حساب در یک سایت مزایده ایجاد کند. هنگامی که خریدار علاقه‌مند کالایی را پیشنهاد می‌دهد، فروشنده از حساب دیگری برای پیشنهاد کالای مشابه استفاده می‌کند و بنابراین قیمت را افزایش می‌دهد. در نتیجه، بسیاری از کاربران کالاهایی را با افزایش قیمت بی‌مورد خریداری می‌کنند.

## نمونه‌ها

### مزایده‌های اینترنتی
علی‌رغم موفقیت ای‌بی، تعداد زیادی سایت مزایده آنلاین دیگر یا تعطیل شده‌اند یا با سایر سایت‌های مشابه ادغام گردیدند. ایجاد یک مدل تجاری ابتکاری و کارآمد برای موفقیت حیاتی است. مزایده‌های آنلاین را می‌توان در پنج مدل اصلی طبقه‌بندی کرد: C2C , B2C , B2B ,B2G و G2P. که C2C یعنی مشتری به مشتری، B2C به معنای تجارت به مشتری، B2B به‌مفهوم تجارت به تجارت، B2G به معنی تجارت به دولت و G2P به دولت به عموم اشاره دارد. در سال‌های اخیر مزایده‌های آنلاین حتی مورد توجه مشاغل بزرگ قرار گرفته‌اند. به عنوان مثال، سیرز در مقایسه با تخفیف در فروشگاه‌ها، مواردی را با قیمت بالاتر در این مزایده‌ها به فروش رسانده‌است.
موفقیت یک سایت مزایده آنلاین عمدتاً به شش متغیر بستگی دارد: تعامل، ارائهٔ محصول، سطح اعتماد، سرعت رشد و پذیرش، شبکه‌سازی، سطح تعهد و گزینه‌های پرداخت. تعاملات بین کاربران بسیار مهم است و بنابراین، وب‌سایت‌ها باید در دسترس و به‌راحتی قابل مرور باشند. ایمیل، تابلوهای انجمن و بازخورد به افزایش تعامل کمک می‌کنند.
به‌ویژه با افزایش تعداد کلاهبرداری‌های آنلاین، اعتماد در سایت‌های مزایده ضروری است. کاربران باید تضمین کنند که اطلاعات شخصی آن‌ها محفوظ بماند و محصول خریداری‌شدهٔ خود را در شرایط مناسب و به موقع دریافت کنند. با پیشرفت سریع در فناوری، سایت‌های مزایده باید با به‌روزبودن به این تغییرات پاسخ دهند.
علاوه بر این، سایت‌ها همچنین برای گسترش بازار خود نیاز به جستجوی مداوم فرصت‌های شغلی دارند. یک شبکهٔ بزرگ از کاربران نیز بسیار مهم است. داشتن مجموعه‌ای از فروشندگان، خریداران، تأمین‌کنندگان و نمایندگی‌های مختلف باعث افزایش تعداد کاربران می‌شود که این امر باعث افزایش سطح تعامل نیز می‌شود. علاوه بر این، ایجاد اتحاد با شرکای مختلف نیز به موفقیت سایت کمک می‌کند. میزان تعهد در خریداران و فروشندگان نیز در موفقیت مزایده نقش دارد. مشابه سطح اعتماد، خریداران باید اطمینان حاصل کنند که کالای خریداری‌شدهٔ خود را دریافت می‌کنند و فروشندگان نیز در واقع باید پرداخت کنند. اگرچه بیشتر معاملات آنلاین سریع را ترجیح می‌دهند، ارائهٔ گزینه‌های مختلف پرداخت که خریداران مختلف را در خود جای دهد مفید است.

### نیازمندی‌ها
نیازمندی‌ها یا آگهی‌های طبقه‌بندی‌شده نمونهٔ دیگری از بازاریابی مشتری به مشتری است. به‌عنوان مثال یک شرکت طبقه‌بندی‌شدهٔ اینترنتی، کریگزلیست است. کریگزلیست از اینترنت برای جذب مشتری و خریدار گسترده استفاده می‌کند که از وب‌سایت برای لیست و فروش اقلام استفاده می‌کند.
از آن‌جایی که استراتژی بازاریابی مشتری به مشتری به شدت در خدمت مشتری متمرکز است، مدل کسب‌وکار کریگزلیست ساده است: مشتری در اولویت است. با استفاده از این مدل، کریگزلیست به نمونه‌ای برجسته از مشتری به «ماشین» مشتری محور تبدیل شده‌است، که بر مشتری‌فروشی به مشتری متمرکز است.

## بازاریابی
بازاریابی مشتری به مشتری برای خرده‌فروشان از اهمیت اساسی برخوردار است. هنگامی که یک خریدار کالایی را خریداری می‌کند، می‌تواند آن را به دوستان خریدار نیز معرفی کند، این امر بازدید قابل توجهی را به سایت مشتری منتقل می‌کند. علاوه بر این، خریداران به توصیه‌های ارائه‌شده توسط کاربر، بسیار بیش‌تر از توصیه‌های خرده‌فروش اعتماد می‌کنند. خرده‌فروشانی مانند CafePress بازاریابی مشتری به مشتری را در وب‌سایت خود پیاده‌سازی کرده‌اند و شرکت‌هایی مانند ShopSocial در حال ساخت بسترهای بازاریابی مشتری به مشتری برای خرده‌فروشان هستند.